# Cyborg (képregény)
Cyborg vagy Victor Stone egy szuperhős a DC comics képregényeiben. A kitalált szereplőt Marv Wolfmann és George Pérez alkotta meg. Első megjelenése a DC comics Presents #26-ban volt 1980 októberében. Leginkább a Tini titánok tagjaként ismert, de az Igazság Ligájának is alapító tagja.

## A szereplő története
Victor Stone március 19-én született Silas és Elinore Stone gyermekeként. Szülei tudósok voltak, és különböző mesterséges intelligencia projekteket teszteltek rajta. Amikor ezek a kísérletek sikerültek Victor IQ-ja zseniális szinteket ért el, és elkezdett neheztelni a bánásmódra. Összebarátkozott Ron Everssel, egy fiatal bűnözővel, aki miatt szembekerült az igazságszolgáltatással. Ezzel egy olyan küzdelem kezdődött Victor életében a szabadságért, amelyben a szülei haragja elől menekült az atlétikába, de elhanyagolta az iskolai tanulmányait. A bűnözőkkel való kapcsolata egy olyan sötét útra vezette őt, amelyen sokszor megsérült, de ettől függetlenül megpróbált "normális életet" élni, és a saját döntéseit meghozni. Alkalmilag részt vett hatalmas terroristaakciókban.

## Képességei és készségei
Victor Stone testének legnagyobb része ki lett cserélve fejlesztett mechanikus elemekre (ezért kapta a kiborg nevet), amik emberfeletti sebességet, erőt és állóképességet biztosítanak neki, illetve a repülés képességét. A mechanikusan javított, fémes teste jóval ellenállóbb mint az átlagos emberi test. Cyborg belső komputere képes felvenni a kapcsolatot külső számítógépekkel. Rendelkezik egy elektronikus szemmel is, ami a látást helyettesíti, de emberfeletti szinten. A teste tele van a legkülönbözőbb fegyverekkel és eszközökkel, többek közt egy csáklyával és egy, az ujjával irányított lézerrel. Talán leggyakrabban használt fegyvere mégis a hangágyúja, ami olyan erős hanghullámokat bocsát ki, amelyek képesek eldeformálni a fémet vagy a követ.
A mechanikus fegyverek mellett az IQ-ját is 170 körül becsülik.

## A képregényen kívül
Az Igazság Ligája (film, 2017)